# Sawangan Baru
Sawangan Baru is een bestuurslaag in het regentschap Depok van de provincie West-Java, Indonesië. Sawangan Baru telt 14.375 inwoners (volkstelling 2010).